# Малахов
Малахов (слч. Malachov) насељено је мјесто са административним статусом сеоске општине (слч. obec) у округу Банска Бистрица, у Банскобистричком крају, Словачка Република.

## Становништво
| Година:    | 1994. | 2004.    | 2014.    | 2024.   |
| ---------- | ----- | -------- | -------- | ------- |
| Број људи: | 817   | 918      | 1081     | 1132    |
| Разлика:   |       | +12,36 % | +17,75 % | +4,71 % |

| Година:    | 2023. | 2024.   |
| ---------- | ----- | ------- |
| Број људи: | 1133  | 1132    |
| Разлика:   |       | -0,08 % |

Према подацима о броју становника из 2011. године насеље је имало 1.063 становника.